# Dean Barrow
Dean Barrow, född 2 mars 1951 i Belize City, är Belizes premiärminister sedan 2008.
Barrow har fyra barn, ett med nuvarande frun Kim Simpliss. Den äldste sonen Jamal "Shyne" Barrow är en känd rappare som har suttit i fängelse för mordförsök.

## Rättslig Karriär
Barrow är i grund och botten huvudadvokat och anses vara en av Belizes bästa advokater och har medverkat i ett flertal kända fall.
Han började arbeta på advokatfirman Dean Lindo 1973 och blev delägare 1977. Han lämnade sedan firman för att starta sin egen advokatbyrå. 

## Politisk karriär
1983 ställde Barrow upp som kandidat till Belize City Council, och han vann. Han deltog då i de allmänna valen i december 1984 som kandidat till Queen's Square Electoral Division mot sin tidigare kollega och vän Ralph Fonseca. Barrow stod som segrare och blev nominerad till kabinettet som justitieminister och utrikesminister.

## Premiärminister
UDP vann stort, med 25 av 31 platser, i de allmänna val som hölls 7 februari 2008. Barrow blev i och med det invald som premiärminister. Han är Belizes första svarta premiärminister.